# Saint-Cyr (Saona e Loira)
Saint-Cyr è un comune francese di 729 abitanti situato nel dipartimento della Saona e Loira nella regione della Borgogna-Franca Contea.

## Società

### Evoluzione demografica
Abitanti censiti